# Wikiagujero de conejo

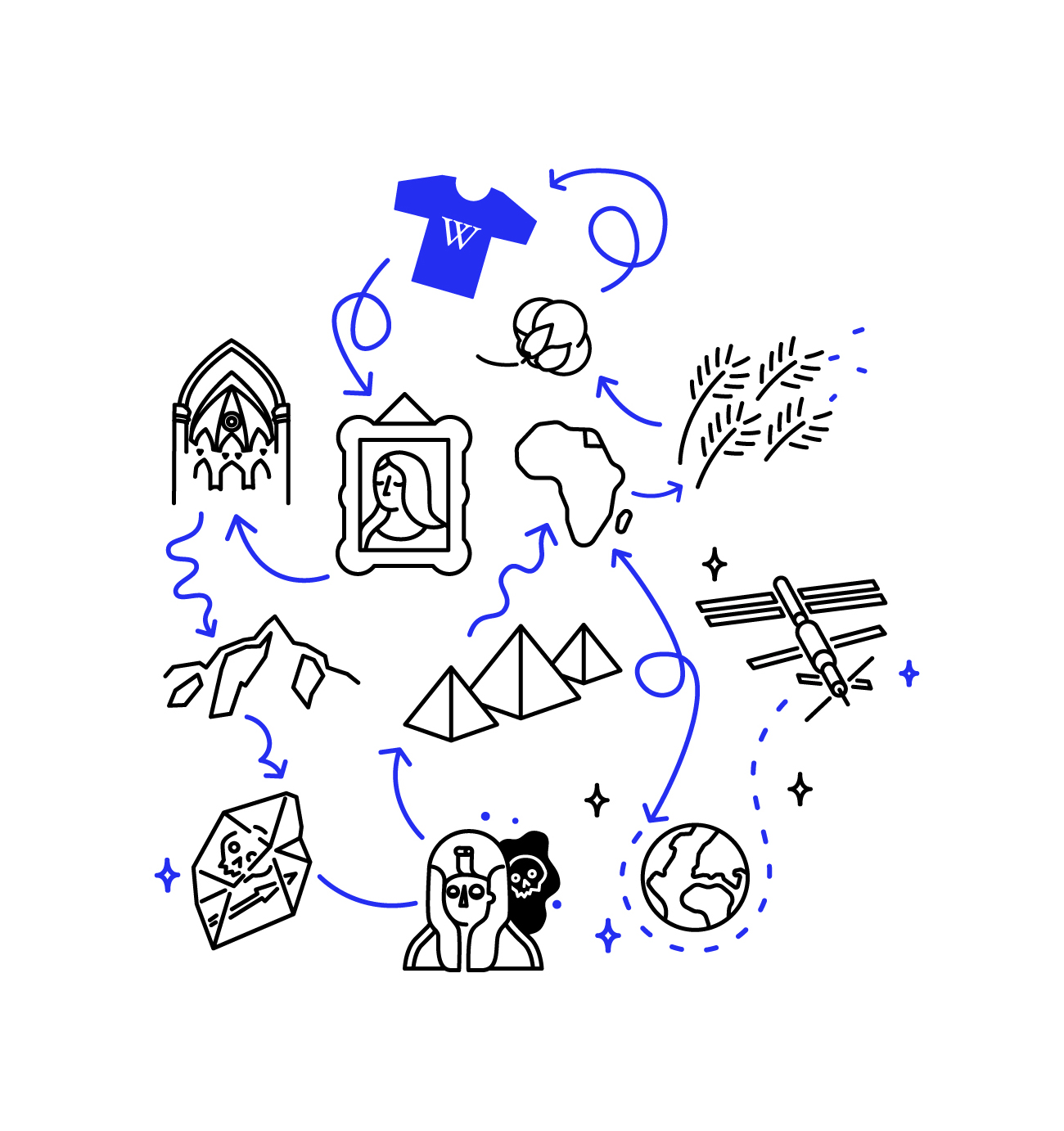
Ilustración de un wikiagujero de conejo para una remera

La wikiagujero de conejo o madriguera de conejo wiki es el camino de aprendizaje que recorre un lector navegando de un tema a otro mientras navega por Wikipedia u otras wikis. Otros nombres para el concepto incluyen agujero negro wiki  o wikiagujero. La metáfora de un agujero proviene de la novela Alicia en el país de las maravillas de Lewis Carroll de 1865, en la que Alicia comienza una aventura siguiendo al Conejo Blanco hasta su madriguera.
Después de aprender o estudiar fuera de Wikipedia, muchas personas recurren a la enciclopedia en línea para aprender más sobre el mismo tema, y continúan en la madriguera de conejo wiki, a temas cada vez más alejados de donde comenzaron. Las películas basadas en personas o eventos históricos a menudo inician a los espectadores a explorar estos wikiagujeros de conejo.
La visualización de datos que muestran las relaciones entre los distintos artículos de Wikipedia demuestran los caminos que los lectores pueden tomar al navegar de un tema a otro.
La Fundación Wikimedia publica sus investigaciones sobre cómo los lectores entran en estas madrigueras de conejos. Este comportamiento de navegación se ve reflejado en varios idiomas de Wikipedia.
Con relación a esto, los usuarios de Wikipedia han compartido sus experiencias como parte de las celebraciones de Wikipedia, así como en redes sociales. Algunas personas van a Wikipedia por la diversión de buscar una madriguera de conejo. Explorar la madriguera del conejo puede ser parte del denominado wikiracing.
El diario satírico The Onion publicó en 2021 que el cofundador de Wikipedia, Jimmy Wales, está en un wikiagujero de conejo desde el 2001, pero ahora pasaría a otras cosas, "tan pronto como buscara una cosa más".

## Véase además
- Procrastinación